# Kakdihi
Kakdihi là một thị trấn thống kê (census town) của quận Medinipur thuộc bang Tây Bengal, Ấn Độ.

## Nhân khẩu
Theo điều tra dân số năm 2001 của Ấn Độ, Kakdihi có dân số 4879 người. Phái nam chiếm 52% tổng số dân và phái nữ chiếm 48%. Kakdihi có tỷ lệ 76% biết đọc biết viết, cao hơn tỷ lệ trung bình toàn quốc là 59,5%: tỷ lệ cho phái nam là 83%, và tỷ lệ cho phái nữ là 68%. Tại Kakdihi, 11% dân số nhỏ hơn 6 tuổi.